# Eparchie charkovská
Eparchie charkovská je eparchie ukrajinské pravoslavné církve Moskevského patriarchátu.

## Území a titul biskupa
Zahrnuje správní hranice území Bohoduchivského, Valského, Derhačského, Začepylivského, Zoločivského, Kehyčivského, Kolomackého, Krasnohradského, Krasnokutského, Lozovského, Novovodolažského, Pervomajského, Sachnovščynského a Charkovského rajónu Charkovské oblasti.
Eparchiálnímu biskupovi náleží titul biskup charkovský a bohoduchivský.

## Historie
Dne 29. října 1799 byla dekretem cara Pavla I. Ruského zřízena slobodosko-ukrajinská eparchie, která byla oddělena z území bělgorodské eparchie. Eparchiální biskup nesl titul biskup slobodsko-ukrajinský a charkovský. Od 13. února 1836 do 5. června 1945 zněl titul: biskup charkovský a ochtyrský a poté charkovský a bohoduchivský.

## Seznam biskupů

### Eparchie slobodosko-ukrajinská a charkovská
- 1799–1813 Chrystofor (Sulyma)
- 1813–1817 Apollos (Tereškevyč)
- 1817–1826 Pavlo (Subotovskyj)
- 1826–1832 Vitalij (Borisov-Žegačjov)
- 1832–1835 Innokentij (Alexandrov)

### Eparchie charkovská a ochtyrská
- 1835–1840 Meletij (Leontovyč) svatořečený
- 1840–1841 Smaragd (Kryžanivskyj)
- 1841–1848 Innokentij (Borisov) svatořečený
- 1848–1848 Elpidifor (Benediktov)
- 1848–1859 Filaret (Gumilevskij) svatořečený
- 1859–1868 Makarij (Bulgakov)
- 1869–1874 Nektarij (Naděždin)
- 1874–1879 Savva (Tichomirov)
- 1879–1882 Iustin (Ochotin)
- 1882–1901 Amvrosij (Ključarjov)
- 1901–1903 Flavian (Goroděckij)
- 1903–1914 Arsenij (Brjancev)
- 1914–1918 Antonij (Chrapovickij)
  - 1917–1917 Feodor (Lebeděv) dočasný správce
  - 1918–1918 Neofit (Slednikov) dočasný správce
  - 1919–1919 Georgij (Jaroševskyj) dočasný správce
- 1920–1927 Nafanail (Troickij)
  - 1922–1924 Joanykij (Sokolovskyj) dočasný správce
  - 1922–1924 Serafym (Samojlovyč) dočasný správce svatořečený mučedník
- 1927–1934 Kostjantyn (Djakov) svatořečený mučedník
- 1934–1934 Sergij (Grišin)
  - 1934–1935 Anatolij (Grysjuk) dočasný správce svatořečený mučedník
- 1935–1936 Innokentij (Letjajev) svatořečený mučedník
- 1937–1937 Innokentij (Tichonov) svatořečený mučedník
- 1937–1940 Olexandr (Petrovskyj) svatořečený mučedník
  - 1941–1941 Pantelejmon (Rudyk)
- 1942–1942 Sergij (Grišin)

### Eparchie charkovská
- 1945–1960 Stefan (Procenko)
  - 1960–1960 Andrij (Suchenko) dočasný správce
  - 1960–1961 Alipij (Chotovyckyj) dočasný správce
- 1961–1964 Nestor (Tuhaj)
- 1964–1967 Leonid (Lobačjov)
- 1967–1970 Leontij (Hudymov)
- 1970–1984 Nykodym (Rusnak)
- 1984–1989 Irynej (Serednij)
- 1989–2011 Nykodym (Rusnak)
- od 2012 Onufrij (Lehkyj)